# A velencei Campo Sant’Angelo (Canaletto-kép)
A velencei Campo Sant’Angelo festmény Canaletto alkotása, amely a New York-i Metropolitan Művészeti Múzeum európai gyűjteményének része.

## Története
Az olajjal vászonra festett, 46,7 × 77,5 centiméteres kép a Campo Sant’Angelo teret ábrázolja az 1730-as években. A tér nem változott sokat azóta, kivéve a Sant’Angelo Michele-templom és harangtornyának 1837-es pusztulását. A tőle jobbra látható kicsi vallási épület az  Oratorio dell’Annunciata, amelyet a 10. században alapítottak. A két épület között-mögött a Szent István-kolostor bejárata nyílik, az épületben ma a velencei adóhivatal működik. A bal oldalon a 15. századi palota, a Palazzo Zeno magasodik, mai neve Palazzo Duodo. A háztetők felett látható a Szent István-kolostor harangtornyának csúcsa. A kép jobb oldalán a 17. században épült Palazzo Trevisan áll, ez ma Palazzo Pisaniként ismert. A téren számos járókelő és két kút látható. Több ház földszintjén bútorasztalos- és ácsműhely működik, a harangtorony lábánál festmények lógnak a falról.
Ez a festmény egyike a Wrightsman-gyűjteményből származó négy Canaletto-képnek. Ezek a festmények egy 20 vagy 21 képből álló szállítmány részeként érkeztek az Egyesült Királyságba Velencéből. Méretük és karakterük azonos. Ez a csaknem kéttucat Canaletto-festmény Harvey-sorozatként ismert; a név egyik tulajdonosukra, Sir Robert Grenville Harveyra utal. A képeket feltehetően Joseph Smith rendelte meg, aki brit konzulként tevékenykedett Velencében 1744 és 1760 között. Canaletto valószínűleg az összes képet 1742 előtt festette, mert közülük több is szerepel Antonio Visentini metszetalbuma, a Prospectus Magni Canalis második kiadásában.